# Raïon de Chtchastia
Le raïon de Chtchastia (en ukrainien : Щастинський район ; en russe : Счастьенский район) est un raïon (district) dans l'oblast de Louhansk en Ukraine.